# Mendanha (Rio de Janeiro)
Mendanha é um sub-bairro de Campo Grande, na Zona Oeste do município do Rio de Janeiro. Não é um bairro oficial da cidade.

## Vulcão
As pesquisas durante o século XX apresentam que, há aproximadamente 40 milhões de anos, dois vulcões entraram em erupção na proximidade de Nova Iguaçu: um na Serra do Mendanha em Campo Grande, denominado "Chaminé do Lamego", e o outro na Serra de Madureira em Nova Iguaçu, chamado do "Vulcão de Nova Iguaçu". As rochas piroclásticas do Mendanha foram apresentadas em 1935 pelo geólogo Alberto Ribeiro Lamego, quando fazia a cartografia do antigo Distrito Federal. Ele propôs a existência de bombas vulcânicas no morro Manuel José, um local próximo à Cachoeira do Mendanha, porém não apresentou as descrição geológica e litológicas do campo. O arqueólogo Carlos Manes Bandeira opinou que existe a cratera do Vulcão do Mendanha na cabeceira do Rio Guandu-Sapê, porém não apresntou as descrições e provas. Segundo este documento, o vulcão pode ser visto da Estrada do Mendanha e da Avenida Brasil na altura de Campo Grande, sua altura é de aproximadamente 300 metros e sua cratera coberta teria 400 metros de diâmetro. Entretanto, segundo o mapa topográfico do IBGE, Folha Santa Cruz, não existem tais morofologias. Além disso, essas opiniões não foram publicadas em revistas geológicas devidamente classificadas, sendo encontradas nos relatórios internos do Governo.
Em 1980, os geólogos Victor de Carvalho Klein e André Calixto Vieira, da Universidade Federal Rural do Rio de Janeiro, propuseram um outro ponto de erupção vulcânica, agora na Serra de Madureira, nos limites entre os municípios de Nova Iguaçu e Rio de Janeiro, e que virou atração turística para aventureiros esportivos radicais. Esse ponto de erupção se denominou "Vulcão de Nova Iguaçu".